# عملیات اپسیلون

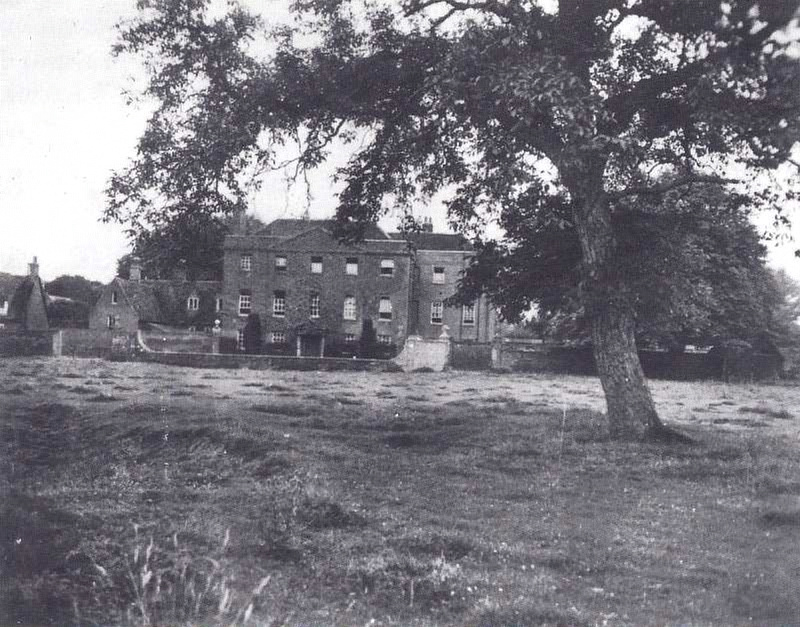
خانه‌ای که دانشمندان آلمانی در آن نگهداری می‌شدند

عملیات اپسیلون (به انگلیسی: Operation Epsilon) اسم‌رمز عملیاتی است در حین جنگ جهانی دوم که در آن نیروهای متفقین ۱۰ نفر از دانشمندان آلمانی را که فکر می‌کردند در برنامه اتمی آلمان نازی مشارکت دارند، اسیر کرده و در خانه‌ای در یک مزرعه نگهداری می‌کنند. در مدت نگهداری این دانشمندان از تاریخ ۳ ژوئیه ۱۹۴۵ تا ۳ ژانویه ۱۹۴۶، مکالمات این افراد مخفیانه شنود می‌شد. هدف از این کار پی بردن به میزان پیشرفت برنامه اتمی هیتلر بوده‌است.

## لیست دانشمندان
- اریک بگ
- کرت دیبنر
- والتر گرلاخ
- اتو هان
- پاول هارتک
- ورنر کارل هایزنبرگ
- هورست کورشینگ
- ماکس فون لائو
- کارل وایزساکر
- کارل ویرتز

از این میان، اتو هان، ماکس فون لائو و ورنر کارل هایزنبرگ دارای جایزه نوبل می‌باشند. زمانی که کمیته نوبل اتو هان را به عنوان برنده این جایزه معرفی کرد، وی در خانه امن محصور بود و به دلیل سرّی بودن محل این خانه قادر به دریافت جایزه در آن سال نشد.

## متن مکالمات
متن مکالمات به روی کاغذ آورده شده، اول به رویت مقامات نظامی بریتانیا و سپس به مقامات نظامی آمریکا می‌رسید.
طبق متن مکالمات، همه دانشمندان از انفجار بمب اتمی در هیروشیما بسیار متعجب شده‌اند. اتو هان که کاشف شکافت هسته‌ای است، در برنامه اتمی هیتلر نقشی نداشته‌است. ولی طبق مکالمات، خود را مسوول کشته شدن مردم هیروشیما دانسته و حتی به فکر خودکشی نیز بوده‌است.
عده‌ای از دانشمندان هم به خاطر عقب افتادن آلمان از آمریکا در مسابقه هسته‌ای احساس سرخوردگی و باخت کرده‌اند. عده‌ای هایزنبرگ را مسوول این باخت می‌دانستند که به‌خاطر یک اشتباه محاسباتی در مقدار اورانیوم غنی شدهٔ مورد نیاز برای ساخت بمب اتمی، زمان رسیدن آمریکایی‌ها به بمب‌اتم را بسیار دورتر از زمان واقعی پیش‌بینی کرده‌بود.
متن مکالمات در فوریه ۱۹۹۲ از حالت محرمانه خارج شد. بر اساس مکالمات ثبت شده، یک مجموعه داستانی در بی‌بی‌سی ۴ در تاریخ ۱۶ ژوئن ۲۰۱۰ ساخته شد. همچنین در مارس ۲۰۱۳ یک نمایش تئاتر به نام «عملیات اپسیلون» بر اساس نمایشنامه‌ای از آلن برودی، استاد دانشگاه ام‌آی‌تی، در شهر کمبریج ماساچوست اجرا شد.